# Evropsko prvenstvo
Evropsko prvenstvo je tekmovanje, na katerem sodelujejo reprezentance iz Evrope, včasih pa sodelujejo tudi neevropske države, npr. Izrael in Egipt. Po navadi se na prvenstvo avtomatično uvrsti država gostiteljica, včasih tudi trenutni evropski prvak, drugače pa tekmovalci/ekipe, ki so zmagali v posebnih kvalifikacijah. 

## Seznam prvenstev
Atletika
- Evropsko prvenstvo v atletiki

Avsralski nogomet
- Evropsko prvenstvo v avstralskem nogometu

Avtomobilizem
- Evropsko avtomobilistično prvenstvo

Badminton
- Evropsko prvenstvo v badmintonu

Bejzbol
- Evropsko prvenstvo v bejzbolu

Biatlon
- Evropsko prvenstvo v biatlonu

Boks
- Evropsko prvenstvo v amaterskem boksu

Futsal
- Evropsko prvenstvo v futsalu

Gimnastika
- Evropsko prvenstvo v gimnastiki

Hitrostno drsanje na dolge proge
- Evropsko prvenstvo v hitrostnem drsanjem

Hokej na ledu
- Evropsko prvenstvo v hokeju na ledu

Kajak in kanu
- Evropsko prvenstvo v kajak in kanu slalomu

Kriket
- Evropsko prvenstvo v kriketu

Kolesarstvo
- Evropsko prvenstvo v cestnem kolesarjenju
- Evropsko prvenstvo v BMX
- Evropsko prvenstvo v gorskem kolesarjenju

Konjeništvo
- Evropsko prvenstvu v konjeništvu

Košarka
- Evropsko prvenstvo v košarki

Nogomet in nogomet na mivki
- Evropsko prvenstvo v nogometu
- Evropsko žensko prvenstvo v nogometu
- Evropsko prvenstvo v nogometu na mivki

Pikado
- Evropsko prvenstvo v pikadu

Plavanje
- Evropsko prvenstvu v plavanju

Podvodni hokej
- Evropsko prvenstvo v podvodnem hokeju

Rokomet in rokomet na mivki
- Evropsko prvenstvo v rokometu
- Evropsko žensko prvenstvo v rokometu
- Evropsko prvenstvo v rokometu na mivki

Streljanje
- Evropsko prvenstvo v streljanju

Softball
- Evropsko prvenstvo v softballu

Vaterpolo
- Evropsko prvenstvo v vaterpolu

Veslanje
- Evropsko prvenstvo v veslanju